# St. Liborius (Hergisdorf)

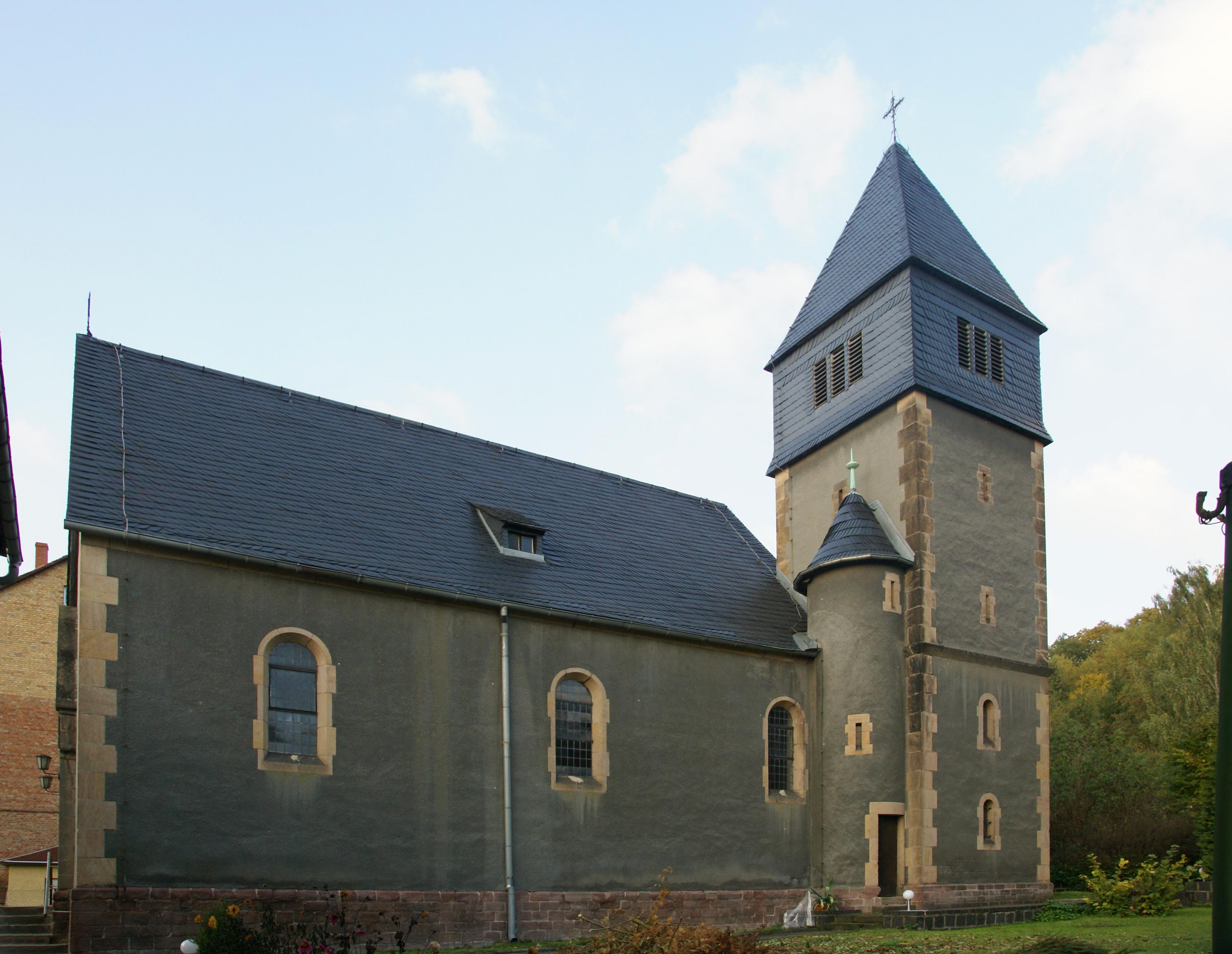
St.-Liborius-Kirche

Sankt Liborius ist die römisch-katholische Kirche in Hergisdorf, einer Gemeinde im Landkreis Mansfeld-Südharz in Sachsen-Anhalt. Die nach dem heiligen Liborius benannte Kirche gehört zur Pfarrei St. Gertrud mit Sitz in der Lutherstadt Eisleben im Dekanat Merseburg des Bistums Magdeburg. Das Kirchengebäude steht als Baudenkmal unter der Erfassungsnummer 094 65547 unter Denkmalschutz.

## Geschichte
In Hergisdorf, das damals zur Grafschaft Mansfeld-Hinterort gehörte, wurde zwischen 1525 und 1540 die Reformation eingeführt, wodurch die Bevölkerung von Hergisdorf und die spätgotische St.-Aegidius-Kirche lutherisch wurden.
In der zweiten Hälfte des 19. Jahrhunderts zogen im Zuge der Industrialisierung wieder Katholiken in den Raum Hergisdorf. Es handelte sich um Arbeitskräfte und ihre Familien, die im Bergbau, in der Landwirtschaft und anderen Bereichen Arbeit fanden. In den 1850er Jahren begann sich in Hergisdorf eine katholische Gemeinde zu bilden, die sich in den 1880er Jahren stark vergrößerte.
Zunächst wurde 1888 an der Güntherstraße ein Grundstück angekauft, auf dem eine katholische Schule errichtet wurde. Das Schulgebäude beinhaltete im Dachgeschoss eine kleine katholische Kapelle. In einem Klassenraum fanden bis zum Bau der St.-Liborius-Kirche katholische Werktagsgottesdienste statt, sonntags gingen die Katholiken aus Hergisdorf in Eisleben oder in Helbra zur Heiligen Messe. Bereits am 29. September 1888 wurde die zunächst einklassige Schule eröffnet. Hergisdorf gehörte damals zur bereits 1884 gegründeten Missionsvikarie Helbra. Die Volkszählung im Jahre 1895 zeigte, dass von den 1970 Einwohnern Hergisdorfs 188 katholisch waren.
Mit dem Zuzug von Pfarrvikar Clemens Steffen am 6. Juni 1902 wurde in Hergisdorf eine zu Eisleben gehörende katholische Filialvikarie begründet. Von 1902 an wurden in Hergisdorf auch katholische Kirchenbücher geführt.

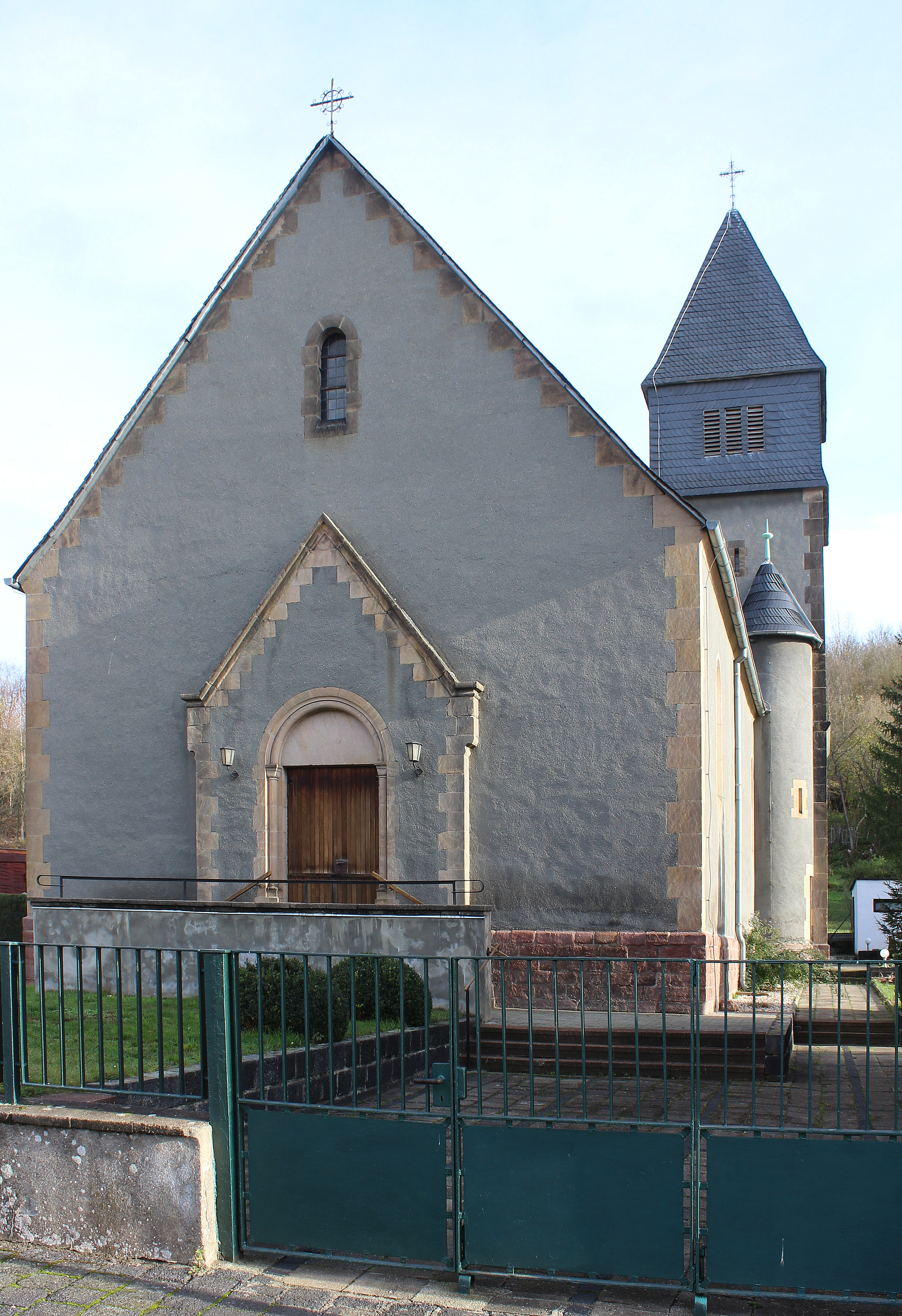
Straßenseite

Neben der Schule erfolgte im März 1904 der Erwerb eines Hausgrundstückes, auf dem im März 1905 der Kirchbau begann. Am 13. April 1905 fand die Grundsteinlegung für die Kirche statt, am 15. Oktober 1905 folgte ihre Benediktion. Das Gotteshaus bekam das Patrozinium des heiligen Liborius, des Schutzpatrons des Bistums Paderborn, zu dem Hergisdorf damals gehörte. Ende 1905 bekam die Kirche zwei Glocken, die den heiligen Liborius und Gertrud von Helfta geweiht wurden. Im Schuljahr 1906/1907 hatte die katholische Schule mit 193 Schülern die größte Schülerzahl in ihrer Geschichte. 1907 erfolgte der Einbau einer Orgel in die Kirche. Am 16. Mai 1908 folgte die bischöfliche Kirchweihe anlässlich einer Firmung durch Bischof Wilhelm Schneider. 1909 folgte auf Pfarrvikar Steffen Pfarrvikar Karl Plett als Seelsorger an der St.-Liborius-Kirche.
Am 1. November 1919 wurde die Filialvikarie Hergisdorf zur Pfarrvikarie erhoben, die der Pfarrei Eisleben unterstand. Zur Pfarrvikarie gehörten neben Hergisdorf auch Ahlsdorf, Annarode, Kreisfeld, Wimmelburg und Ziegelrode. Zur Einrichtung einer Pfarrei kam es in Hergisdorf nie, auch wurden von Hergisdorf aus keine Tochtergemeinden gegründet.
Das Preußenkonkordat vom 14. April 1929, durch die Bulle Pastoralis officii nostri vom 13. August 1930 in Vollzug gesetzt, errichtete die Mitteldeutsche Kirchenprovinz. Infolgedessen kam der vom Geistlichen Gericht Erfurt abgetrennte Regierungsbezirk Merseburg mit den Dekanaten Eisleben, Halle/Saale und Wittenberg an das nunmehrige Erzbischöfliche Kommissariat Magdeburg. Zum Dekanat Eisleben gehörte damals auch die Pfarrei Eisleben mit ihrer Pfarrvikarie Hergisdorf.
Im Nationalsozialismus wurde die katholische Schule am 1. November 1939 aufgelöst. Um 1940 gehörten zur Pfarrvikarie Hergisdorf rund 400 Katholiken.
Nach dem Zweiten Vatikanischen Konzil erfolgte 1968 eine umfangreiche Renovierung und Umgestaltung der Kirche. Am 22. Dezember 1968 weihte Weihbischof Friedrich Maria Rintelen einen neuen Altar. Bis 1980 hatte die Kirche einen ortsansässigen Priester. 1994 wurde das Bistum Magdeburg gegründet, dem die Kirche bis heute angehört.
Zum 1. April 2006 wurde der Gemeindeverbund Lutherstadt Eisleben – Hedersleben – Hergisdorf – Sittichenbach errichtet, der neben der Pfarrvikarie Hergisdorf auch die Pfarrei Eisleben, die Pfarrvikarie Sittichenbach und die Kuratie Hedersleben umfasste. Damals gehörten zur Pfarrvikarie Hergisdorf rund 170 Katholiken.
Das Dekanat Eisleben wurde zum 1. Januar 2009 aufgelöst und die Pfarrvikarie Hergisdorf dem neugegründeten Dekanat Merseburg angeschlossen.
Aus dem Gemeindeverbund Lutherstadt Eisleben – Hedersleben – Hergisdorf – Sittichenbach entstand am 28. November 2010 die heutige Pfarrei St. Gertrud mit Sitz in Lutherstadt Eisleben, zu der neben der St.-Liborius-Kirche in Hergisdorf auch die St.-Gertrud-Kirche in Eisleben, die Kapelle in Hedersleben und die Mariä-Himmelfahrt-Kirche in Sittichenbach gehören. Auch das Kloster Helfta befindet sich auf dem Gebiet der Pfarrei. Die Pfarrvikarie Hergisdorf wurde zu diesem Zeitpunkt aufgelöst.

## Architektur und Ausstattung
Die geostete Kirche steht auf dem Grundstück Hermann-Günther-Straße 33. Das im Baustil der Neuromanik ausgeführte Gotteshaus entstand unter der Leitung des Architekten Arnold Güldenpfennig.